# Janja Garnbret
Janja Garnbret, född 12 mars 1999 i Šmartno pri Slovenj Gradcu, är en slovensk professionell sportklättrare. År 2021 tog hon, som den första någonsin, guld i damklassen i kombination vid de olympiska sommarspelen i Tokyo.
Garnbret deltog i sin första nationella tävling när hon var åtta år gammal. I början hamnade hon långt ned i prislistorna, men eftersom hon tyckte om sporten fortsatte hon och uppnådde efterhand allt bättre resultat. År 2013 blev hon junioreuropamästare i bouldering.
Janja Garnbret har dominerat sporten sedan 2016 och vunnit guld i alla discipliner vid europa- och världsmästerskapen i klättring. Vid världsmästerskapen i Hachiōji 2019 och europamästerskapen i München 2022 vann Garnbret samtliga discipliner. Hon har specialiserat sig på lead och bouldering och tränar sällan speed.
Garnbret utsågs till "Årets sportkvinna" i Slovenien år 2018 och senare samma år till Athlete of the Month av World Games Association.